# Џејн Симор
Џејн Симор (енгл. Jane Seymour; 1508. или 1509 — 24. октобар 1537) је била трећа жена енглеског краља Хенрија VIII и једина која је у браку са краљем родила мушког потомка.
Кћи племића, Џејн је била дворска дама прве две Хенријеве супруге, Катарине Арагонске и Ане Болен. Незадовољан у браку са Аном Болен, краљ се почео интересовати за младу дворску даму, а она је пристала на брак, али је одбила да постане Хенријева љубавница. Удала се за краља 1536. неколико часова након погубљења Ане Болен и убрзо је остала трудна. Као краљица одликовала се строгошћу и озбиљношћу насупрот својој отвореној и веселој претходници. Дана 12. октобра 1537. Џејн је родила сина, касније краља Едварда VI, а након 12 дана умрла је од бабиње грознице.
Иако је записано да је краљ Хенри VIII изјавио да је волео госпу Џејн Симор више од осталих супруга, многи историчари верују да то није тачно, већ да је чак и у његовим последњим тренуцима преовладавало сећање на његову најзначајнију супругу, краљицу Ани Болен. Уосталом, верује се да је краљ тражио да га сахране поред Џејн зато што му је једино она подарила законитог наследника, а још значајнији разлог би био тај, што једино тако не би морао да призна да је погрешио у опхођењу према бившим супругама (да је тражио да га сахране поред Катарине Арагонске морао би да призна да је погрешио што се развео од те племените жене, да је тражио да га сахране поред Ане Болен било би очигледно да је још воли и памти и морао би да призна да је погрешио што је погубио).
Њена браћа су била Едвард Симор и Томас Симор.